# Zbečno
Zbečno (Duits: Sbetschno of Stebetschna) is een Tsjechische gemeente in de regio Midden-Bohemen en maakt deel uit van het district Rakovník. Het dorp ligt ongeveer 15 km ten noordoosten van de stad Rakovník.
Zbečno telt 568 inwoners.

## Geografie
Zbečno bestaat uit twee delen op twee kadastrale gebieden met dezelfde naam:
- Zbečno aan de linkeroever van de Berounka;
- Újezd nad Zbečno en Pohořelec aan de rechteroever van de Berounka, waar ook het station gelegen is.

## Geschiedenis

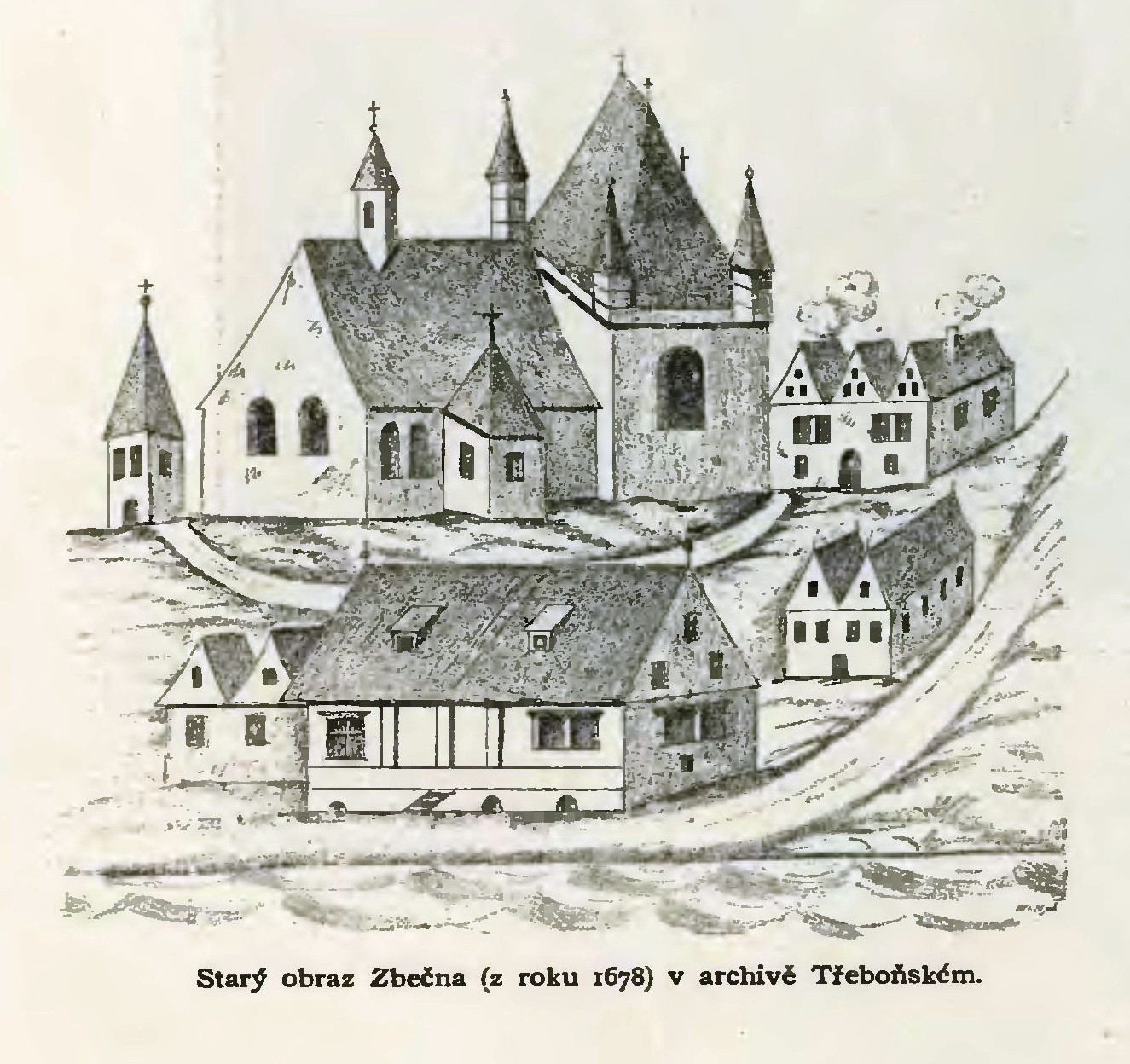
De Sint-Maartenkerk in 1678

De eerste schriftelijke vermelding van het dorp dateert van 1003 en is opgetekend door de toenmalige eigenaar van het kasteel van Křivoklát.
In december 1100 werd een moordaanslag gepleegd op de Boheemse prins Břetislav II, die waarschijnlijk werd uitgevoerd door leden van de Vršovců-familie.

## Bezienswaardigheden

### Hamousůvboerderij

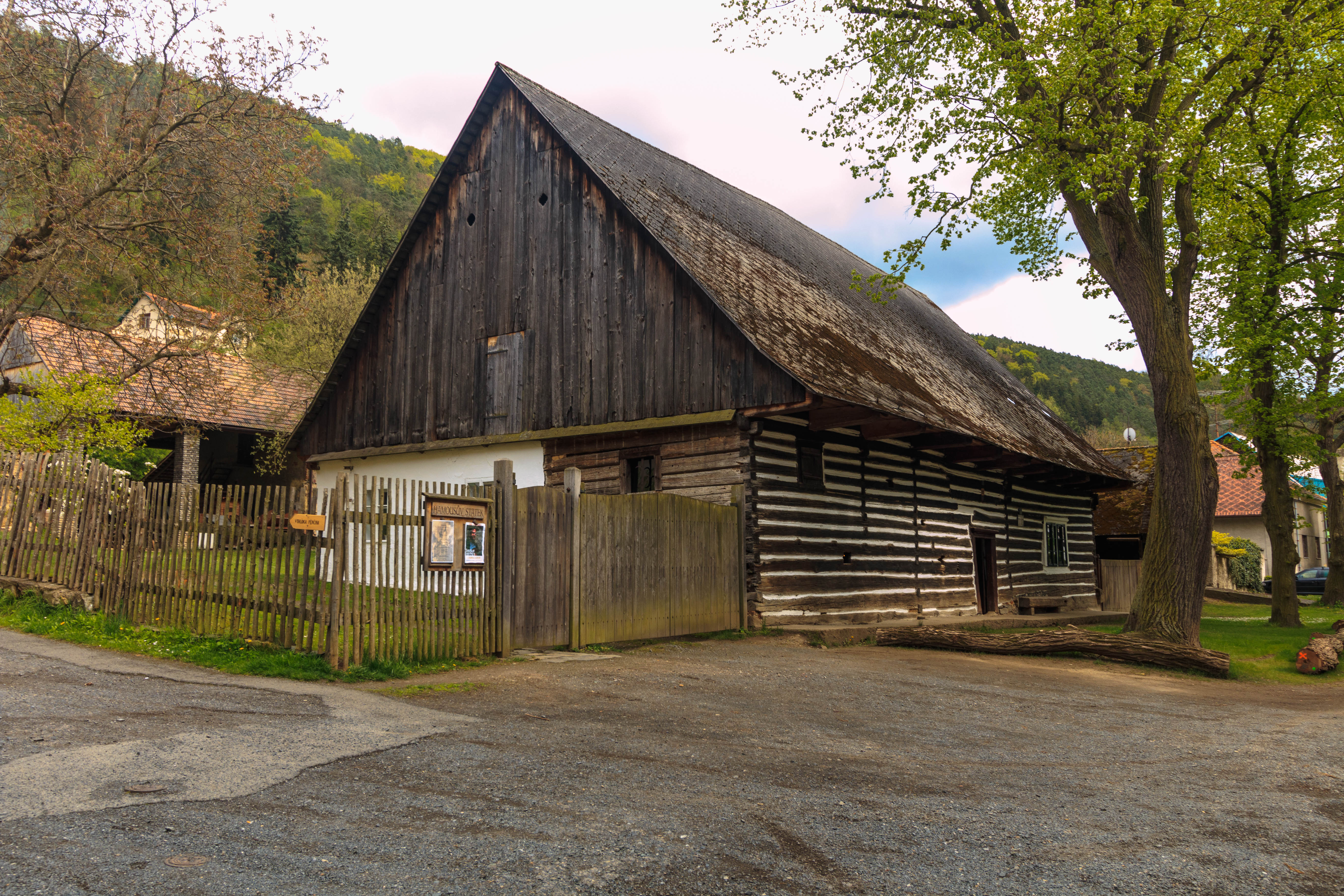
De Hamousův-boerderij

De Hamousůvboerderij is een vakwerkboerderij, gebouwd tussen de 16e en 18e eeuw. De betimmering is gemaakt met eiken- en vurenhout. In vroeger tijden was de boerderij een taverne. Tot 1992 was het particulier eigendom; sindsdien wordt het beheerd door het Nationaal Erfgoedinstituut. Het gebouw heeft een zwarte keuken met broodoven tegenover de ingang. Rechts van de ingang is een grote kamer waar de dienstbode verbleef. Daarachter bevindt zich de voormalige keuken van de dienstmeid. In het linkerdeel van het gebouw zijn er twee kamers boven elkaar. De bovenste kamer werd gebruikt voor de opslag van gewassen; de onderste voor de opslag van werktuigen en gereedschap. Verder bevat het complex twee kleine gewelfde kelders, een wisselkantoor, een stal en een schaapskooi.

### Masarykbrug

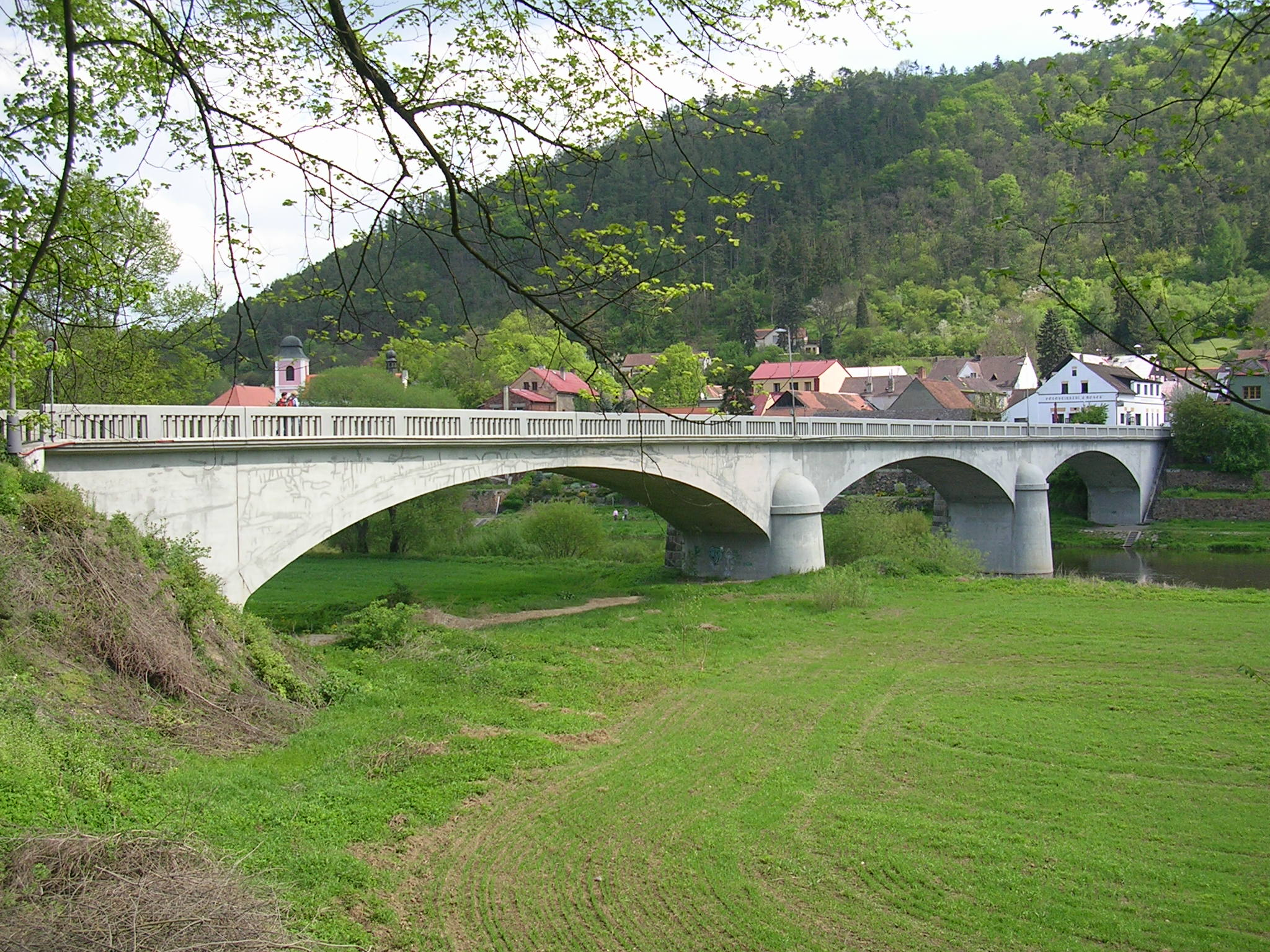
De Masarykbrug

De Masarykbrug over de Berounka is tussen 1924 en 1925 gebouwd en is vernoemd naar de eerste Tsjechoslowaakse president. De brug verbindt het dorp met het treinstation en heeft drie overspanningen (37-50 meter). De prijs van de brug destijds was was 1,7 miljoen CZK. De gedenkplaat op de brug vermeldt: De Masarykbrug werd tussen 1924 en 1925 gebouwd op kosten van de regio Křivoklát, onder het voorzitterschap van Rudolf Mareš van de districtsbestuurscommissie uit Sýkořice. Het project is ontwikkeld door het Provinciaal Administratief Comité onder leidinc van ing. Josef Hart en de bouw werd uitgevoerd door ing. Emil Štěrba uit Beroun, onder toezicht van de provinciale ingenieur ing. František Widemann.

### Rivierkapel
De Rivierkapel staat op de plaats waar de Tsjechische prins Břetislav II (1092-1100) op 20 december 1100 vermoord werd. De oudste zoon van de eerste Boheemse koning Vratislav II keerde terug van een jacht aan zijn hof in Zbečno. Hij zou zijn opgewacht door een moordenaar die was ingehuurd door de Vršovci-familie. De prins stierf twee dagen later aan zijn verwondingen. Op de kapel bevindt zich een gedenkplaat met de volgende tekst: Hier werd in 1100 prins Břetislav II van Bohemen vermoord door een zekere persoon "Lork" die door de Vršovci-familie was ingehuurd toen hij terugkeerde van de jacht.

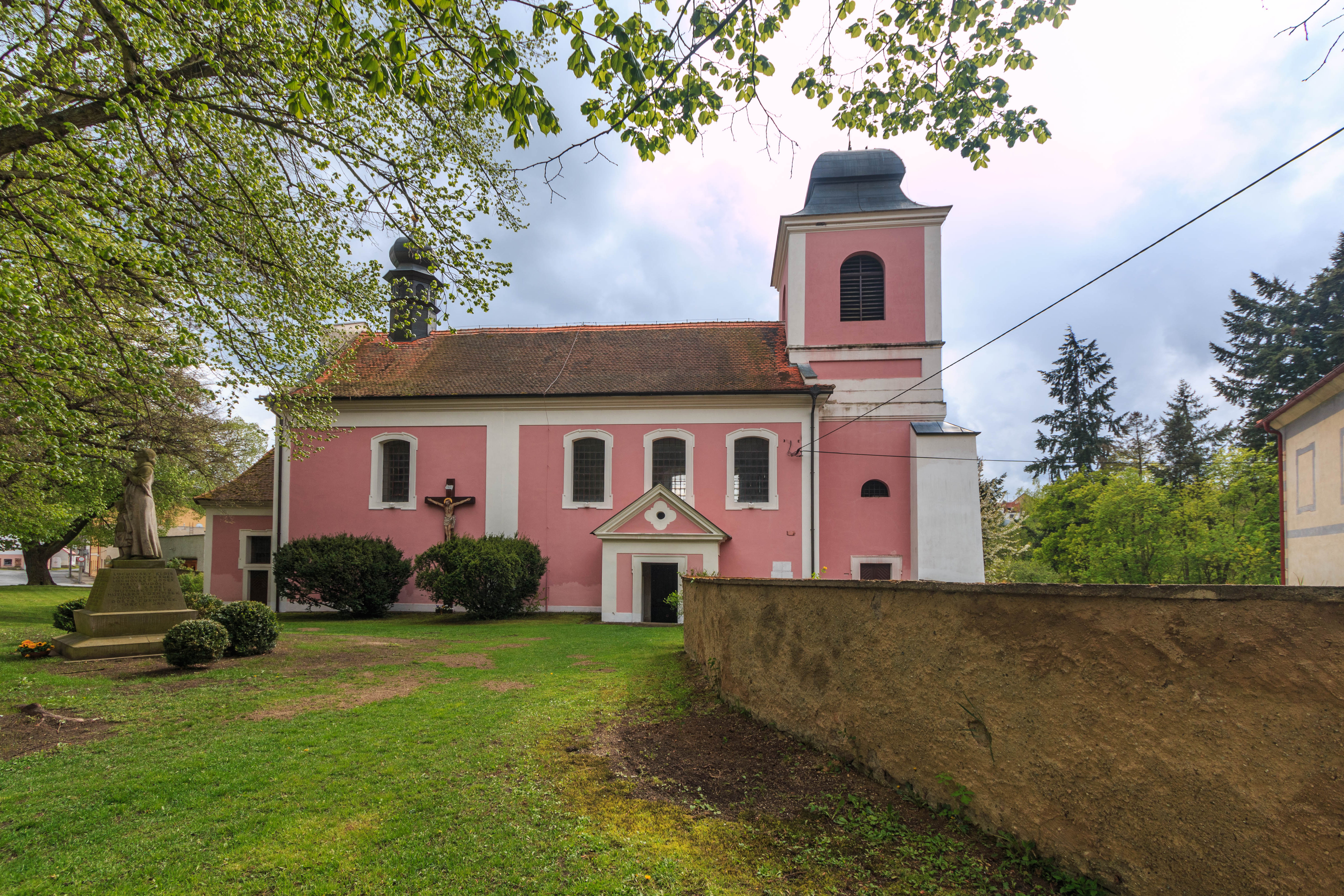
De Sint-Maartenkerk uit 1350

### Overige bezienswaardigheden
- De Sint-Maartenkerk op het dorpsplein uit 1350;
- De brug van het station van Zbečno naar de steengroeve van Sýkořice (niet-openbaar);
- De pastorie op het dorpsplein;
- Het Natuurreservaat Stříbrný luh.

## Verkeer en vervoer

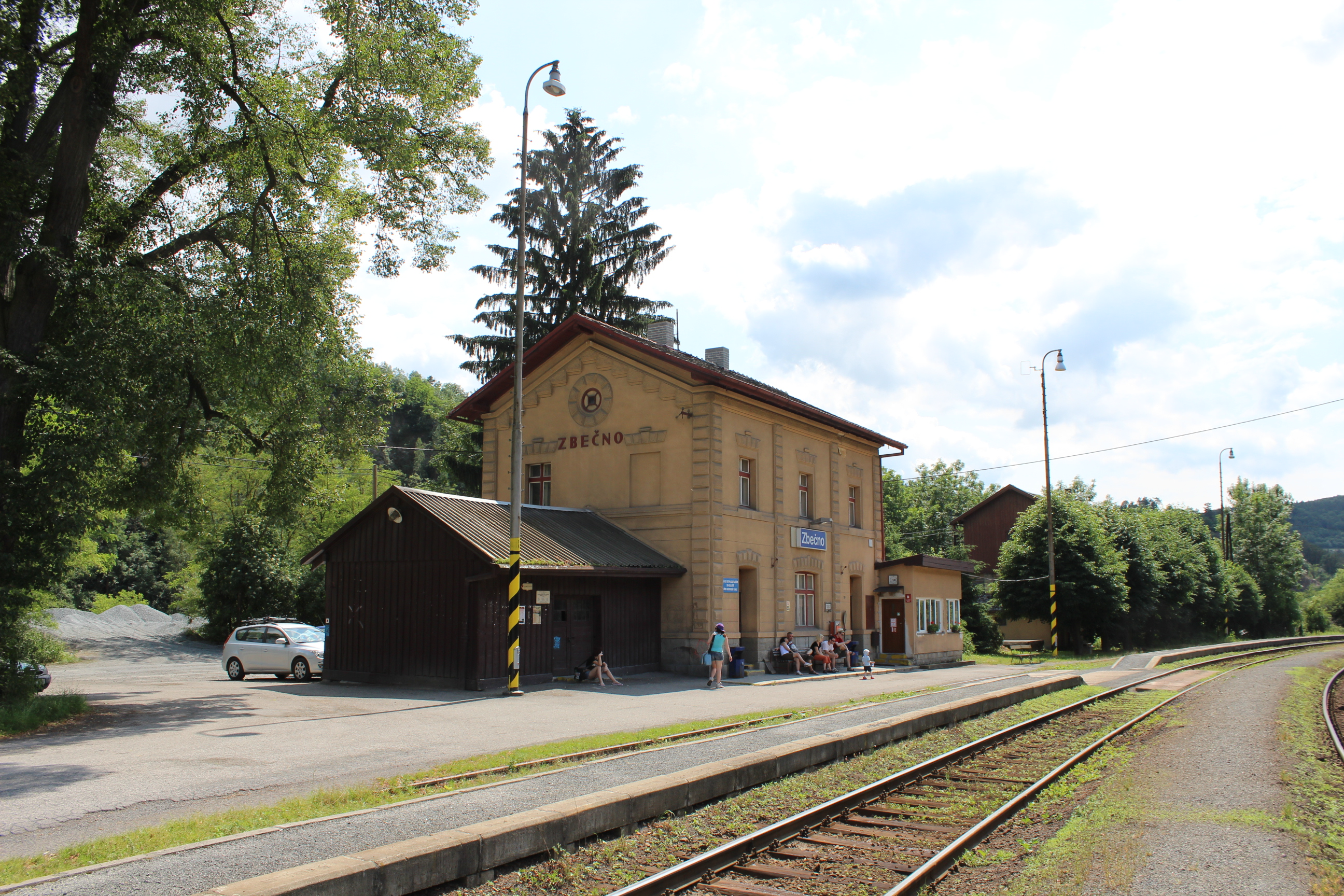
Station Zbečno

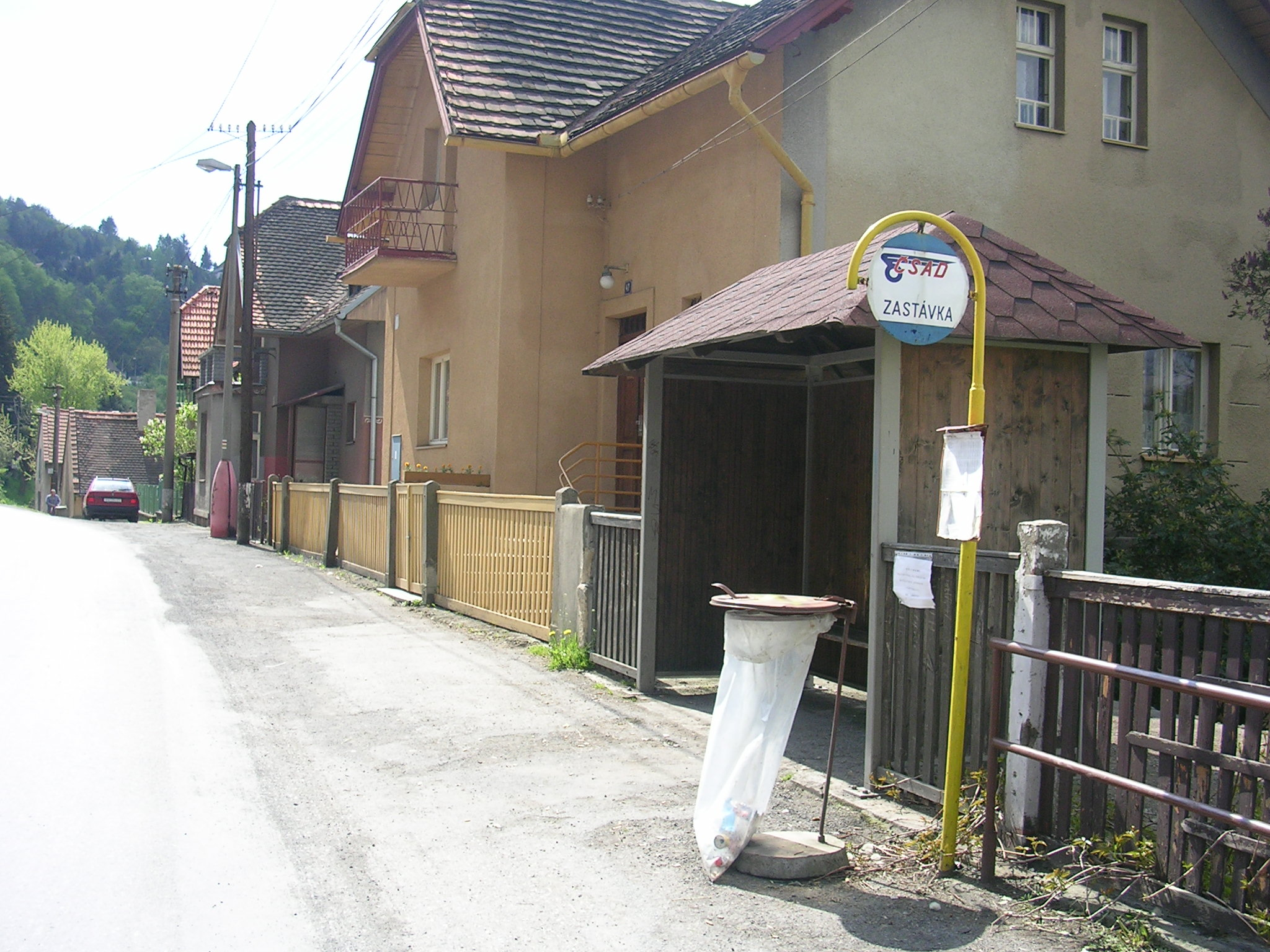
Bushalte in het dorp

### Autowegen
De regionale weg II/201 loopt door de gemeente en verbindt Kralovice met Slabce, Křivoklát, Zbečno en Unhošť.

### Spoorlijnen
Station Zbečno ligt langs spoorlijn 174 van Beroun naar Rakovník. De lijn is een enkelsporige lijn waarop het vervoer in 1878 begon. 

### Buslijnen
Er rijden twee buslijnen door het dorp: een van Kladno naar Zbečno (twaalf keer per werkdag; zes keer per dag in het weekend) en een van Roztoky naar Praag via Křivoklát (één keer per dag in beide richtingen in het weekend). De buslijnen worden geëxploiteerd door Arriva Střední Čechy.

## Galerij

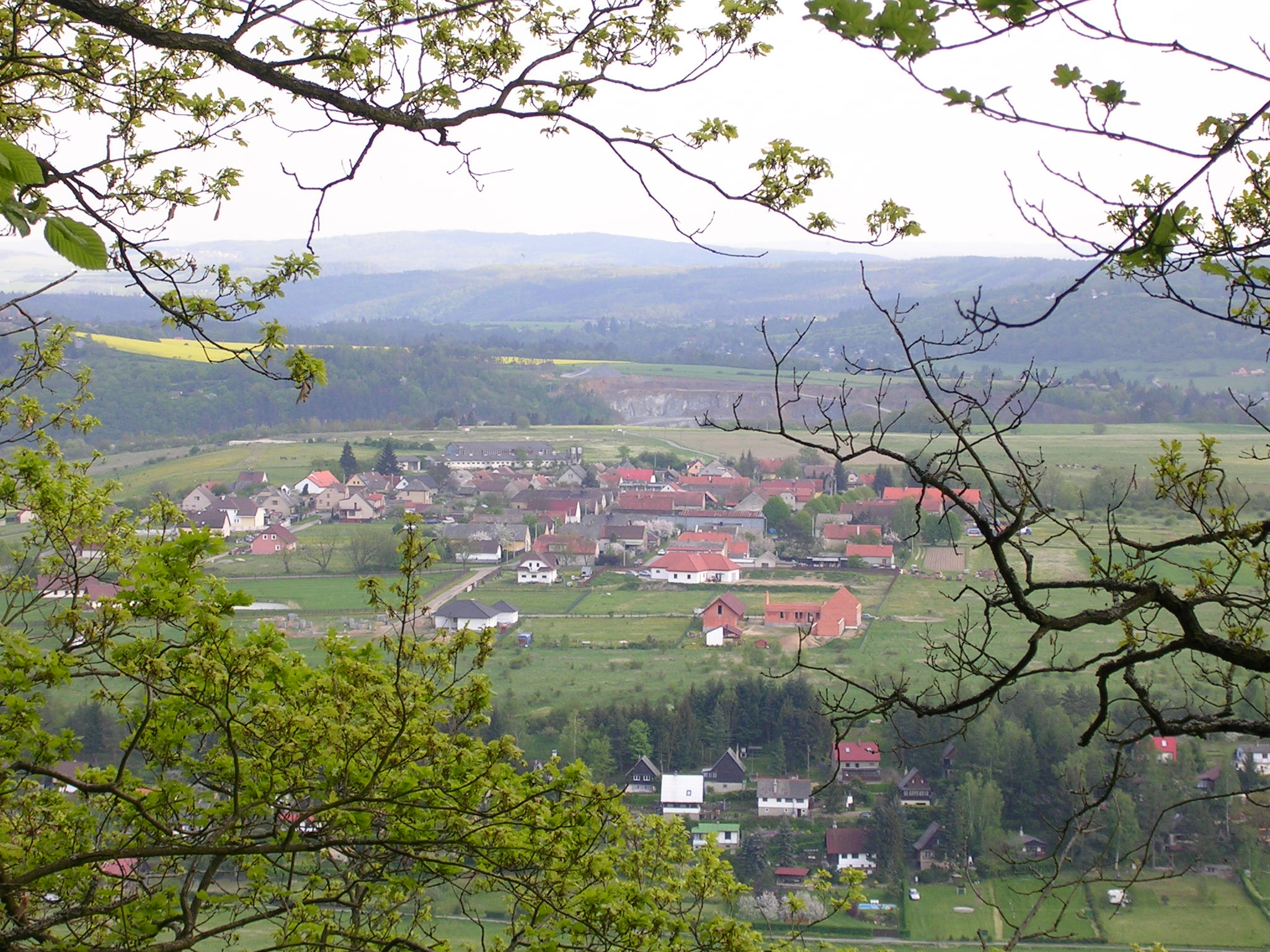
Uitzicht op het dorp met op de achtergrond de steengroeve
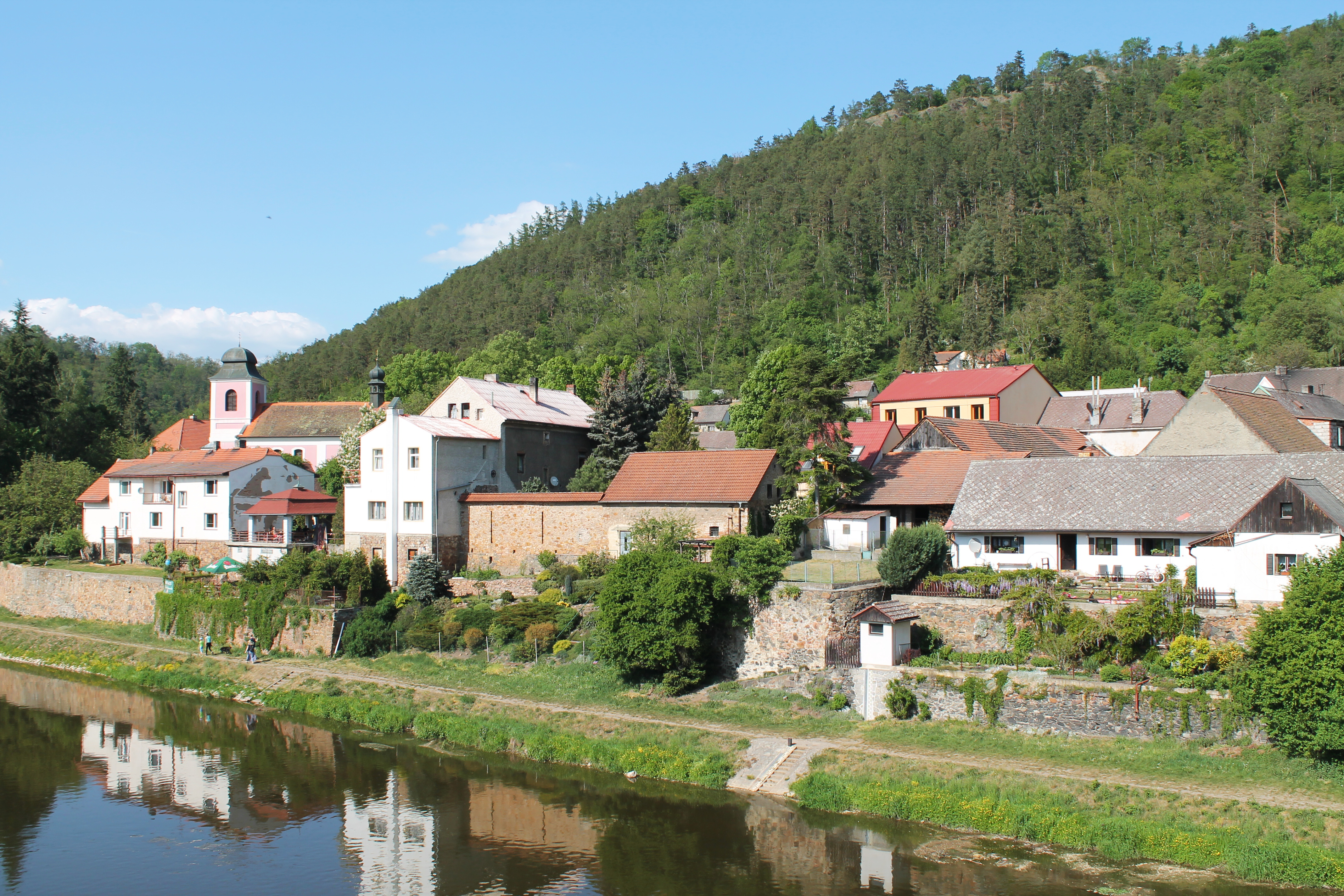
Blik op Zbečno vanaf de Masarykbrug
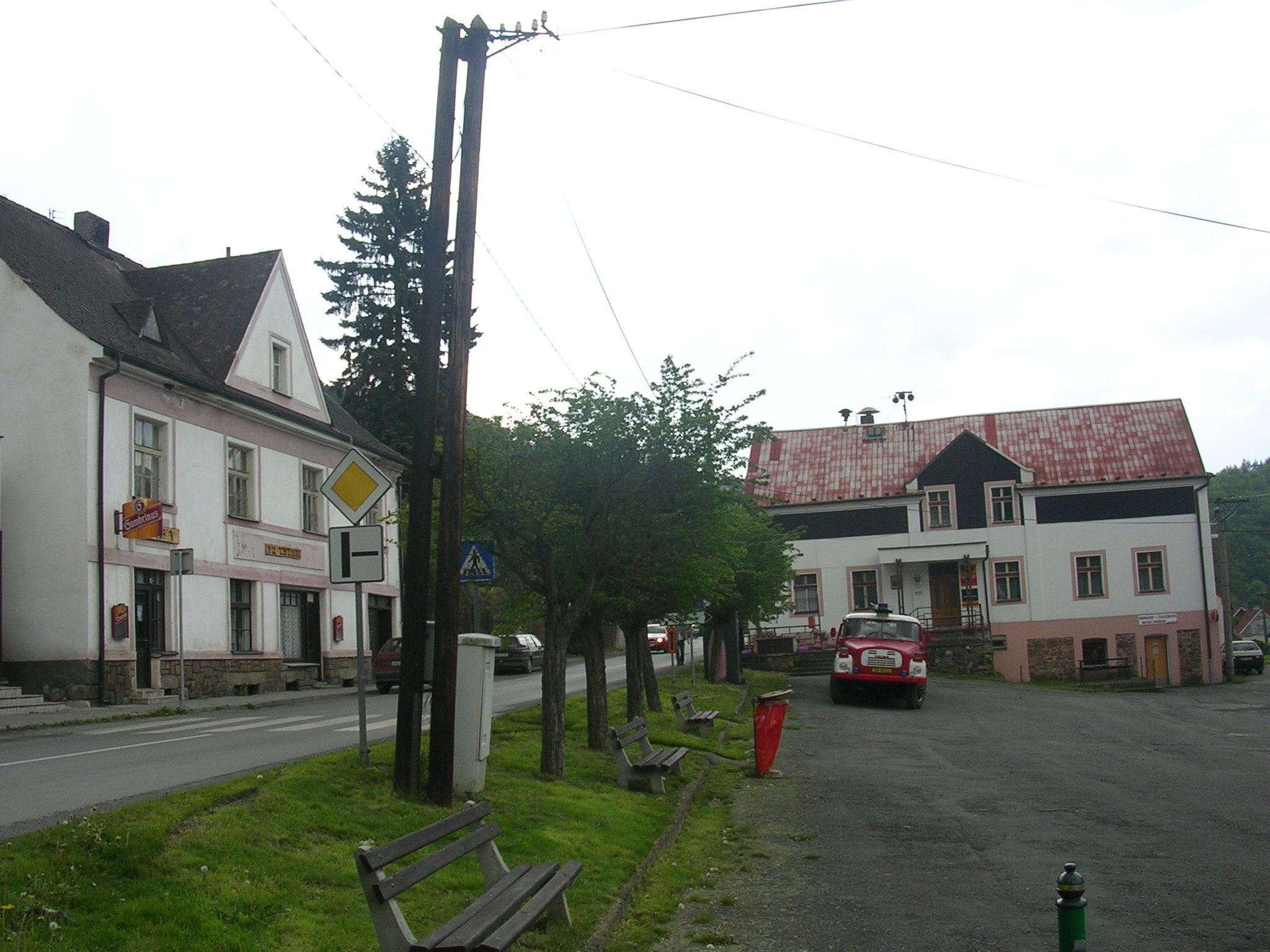
Dorpsgezicht
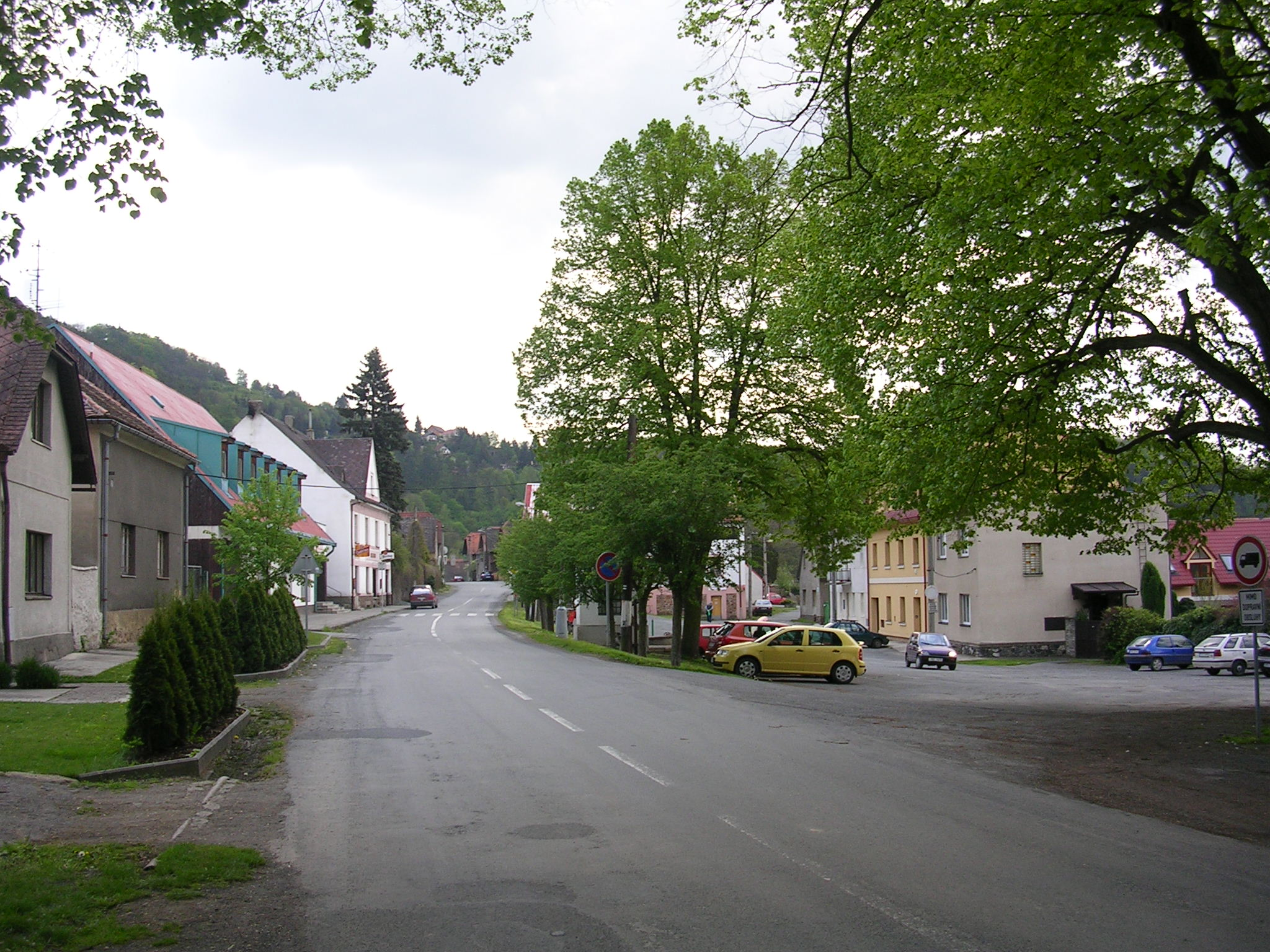
Straat in Zbečno
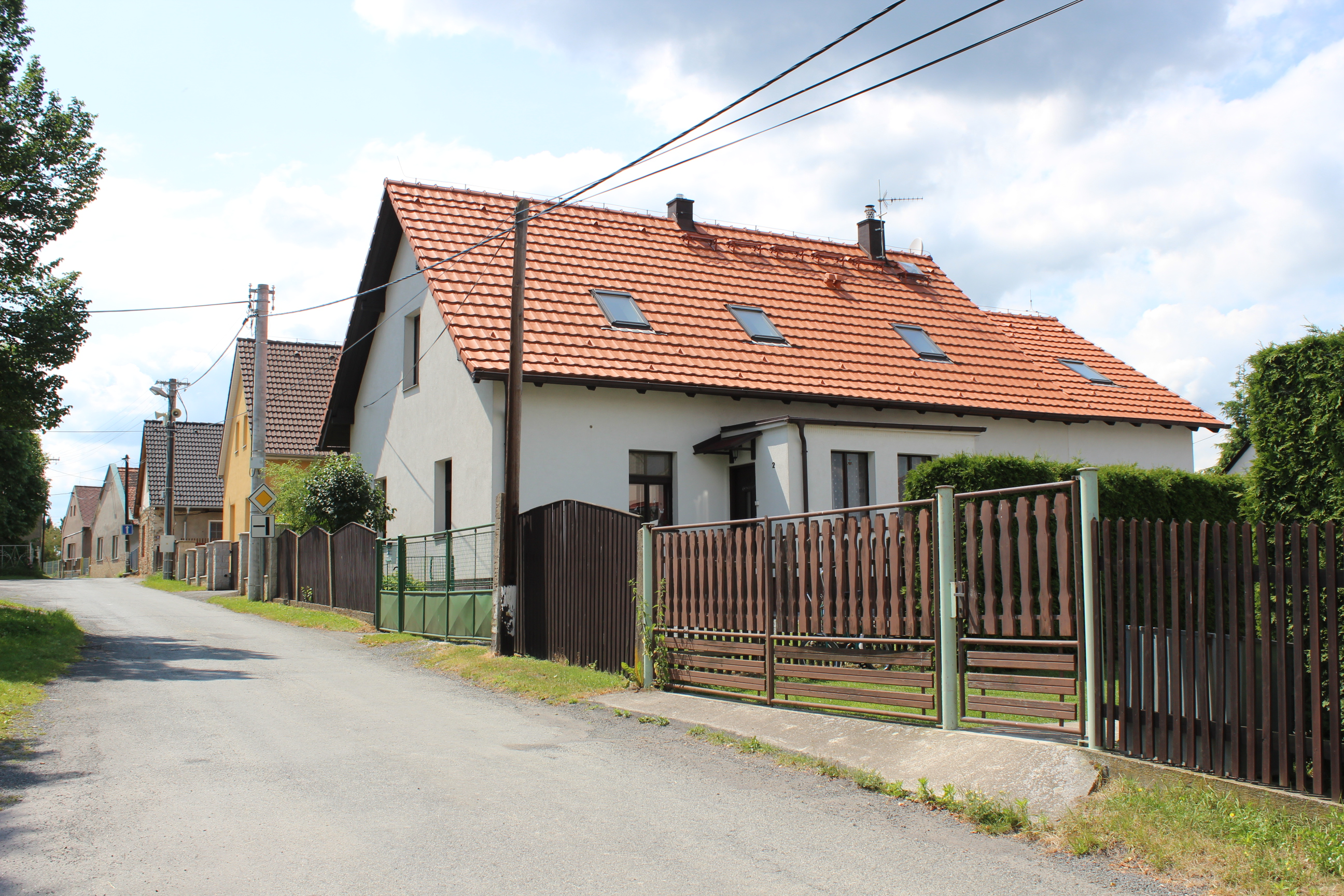
Straat in Újezd nad Zbečno
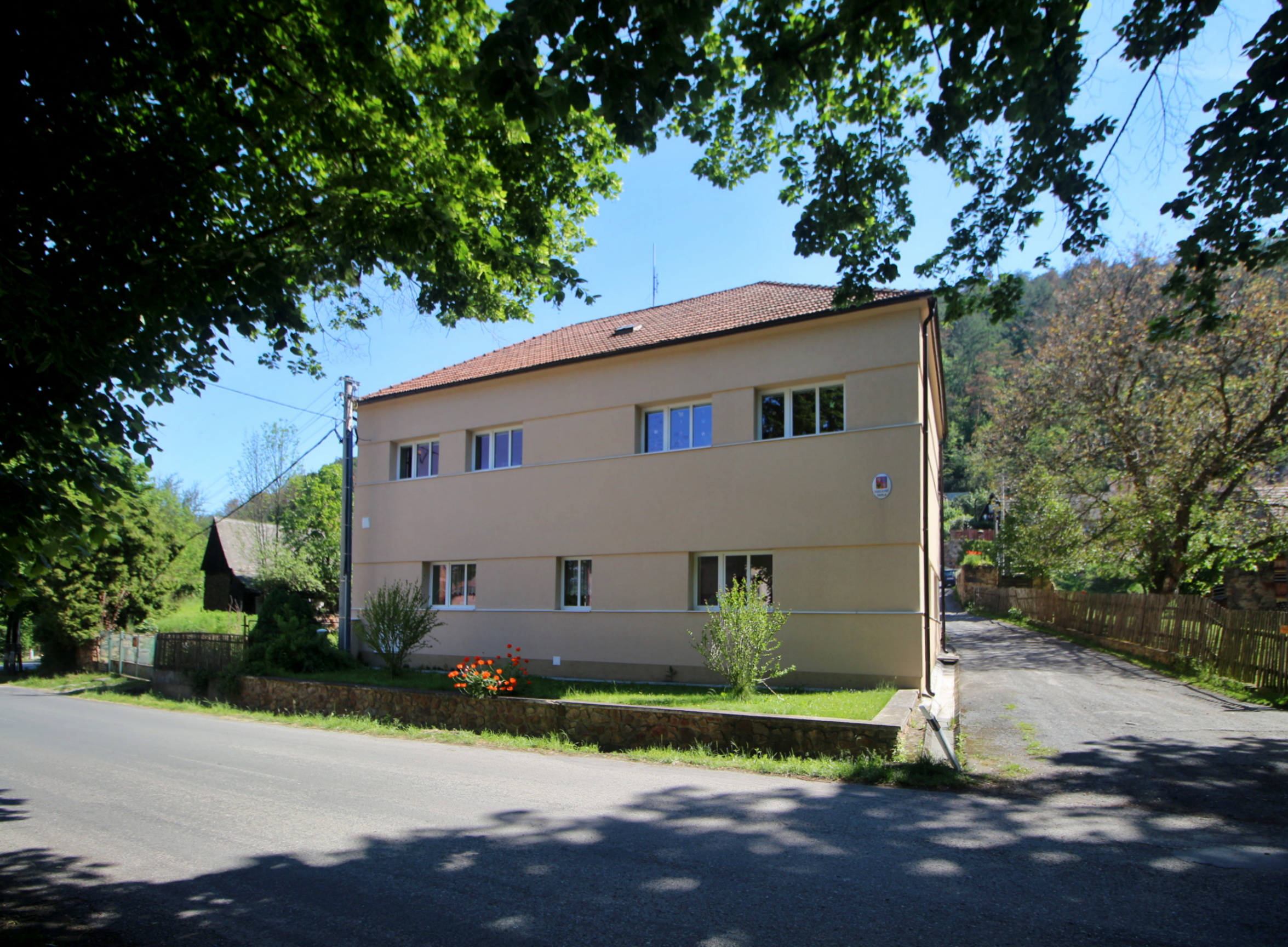
School in Zbečno